# 邊姓
边姓是中文姓氏之一，在《百家姓》中排第313位。边姓是当今中国姓氏排行第二百位的姓氏。边氏是一个多民族、多源流的姓氏群体，人口约四十一万八千余。在中国大陆以外在台湾、韩国等国家和地区也有分布。

## 起源
边姓有多种来源：
1. 出自子姓。据《陈留风俗传》和《通志·氏族略·以字为氏》载，春秋时宋平公之子公子御戎，字子边。他有一支后代便是其字为姓。
2. 以国名为姓。《元和姓纂》载，商朝有个名为“边”的国家，在周时仍列为诸侯，其后代便是以边为姓。

## 郡望
- 陈留郡：汉时置，今河南开封。
- 金城郡：汉时置，今甘肃兰州以西、青海青海湖以东地区。郡治为允吾（今甘肃永靖县西北）。

## 延伸阅读
[在维基数据编辑]
 《百家姓》
 《欽定古今圖書集成·明倫彙編·氏族典·邊姓部》，出自陈梦雷《古今圖書集成》